# Münzwesen der Kuschana

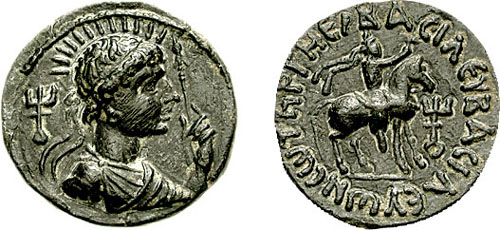
Münze des Vima Takto

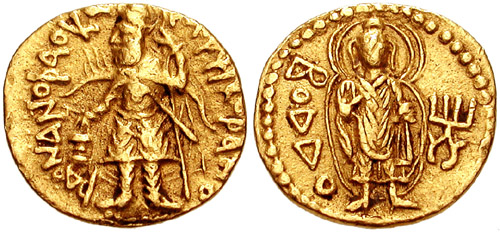
Goldmünze des Kanishka mit Bildnis des Buddha auf der Rückseite

Das Münzwesen der Kuschana in Zentralasien und Indien entwickelte sich aus dem der Indo-Griechen und Indo-Skythen. Das Reich der Kuschana war vom ersten bis dritten Jahrhundert n. Chr. das bedeutendste in Zentralasien und Nordindien. Der Wohlstand des Reiches wird vor allem durch die zahlreichen Goldprägungen unterstrichen.
Bevor die ersten eigentlichen Münzen der Kuschana in Zentralasien geprägt wurden, gab es im nördlichen Baktrien Prägungen, die die des indo-griechischen Herrschers Eukratides I. und des Heliokles I. kopierten.  Die des letzteren wurden von etwa dem Ende des zweiten vorchristlichen bis in die erste Hälfte des ersten nachchristlichen Jahrhundert produziert. Sie trugen ein Porträt des Herrschers und auf der Rückseite das Bild einer griechischen Gottheit. Es handelt sich um Bronzeprägungen. Im Laufe der Zeit wurde das Bild des Heliokles durch das von lokalen Herrschern ersetzt. Die griechischen Legenden wurden jedoch immer unleserlicher.  
Die ersten spezifischen Kuschana-Prägungen stammen von Vima Takto. Das Bild der Gottheit auf der Rückseite wurde durch das Bild eines Reiters ersetzt. Die griechischen Legenden lauten: König der Könige, der große Erlöser. Unter Vima Kadphises kam ein neuer Münztyp auf, der bis zum Ende der Kuschana-Herrschaft belegt ist. Auf der Vorderseite erscheint der stehende Herrscher neben einem Altar, während sich auf der Rückseite das Bild einer Gottheit befindet. Es handelt sich selten um griechische Gottheiten. Stattdessen sind Shiva und iranische Gottheiten gut bezeugt. Buddha erscheint nur selten auf den Münzen, obwohl der Buddhismus im Kuschana-Reich blühte. Während die meisten frühen Kuschanaprägungen aus Bronze waren, basierte das Münzwesen seit Vima Kadphises auf den Goldstatern. Sie wiegen meist 8 Gramm, doch es gab auch Doppel-, Halbe oder Viertelstater (16, 4, 2 Gramm).
Die Goldprägungen scheinen hauptsächlich im internationalen Handelsverkehr Verwendung gefunden zu haben. Bronze- und Kupferprägungen sind dagegen eher lokal verwendet worden und finden sich dementsprechend auch selten außerhalb der Grenzen des Kuschana-Reiches.